# Schottische Garde

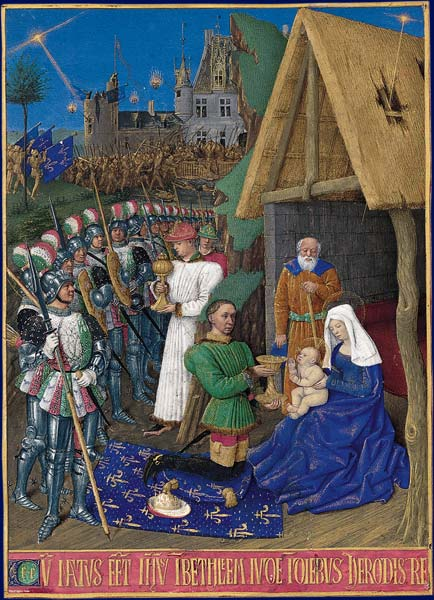
Miniatur Jean Fouquets aus dem Stundenbuch des Étienne Chevalier; links im Bild: die Schottische Garde Karls VII.

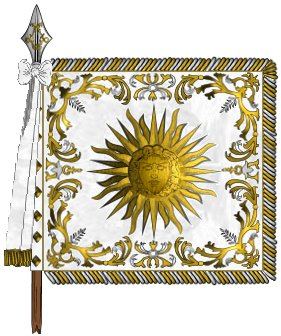
Standarte der 1. Kompanie

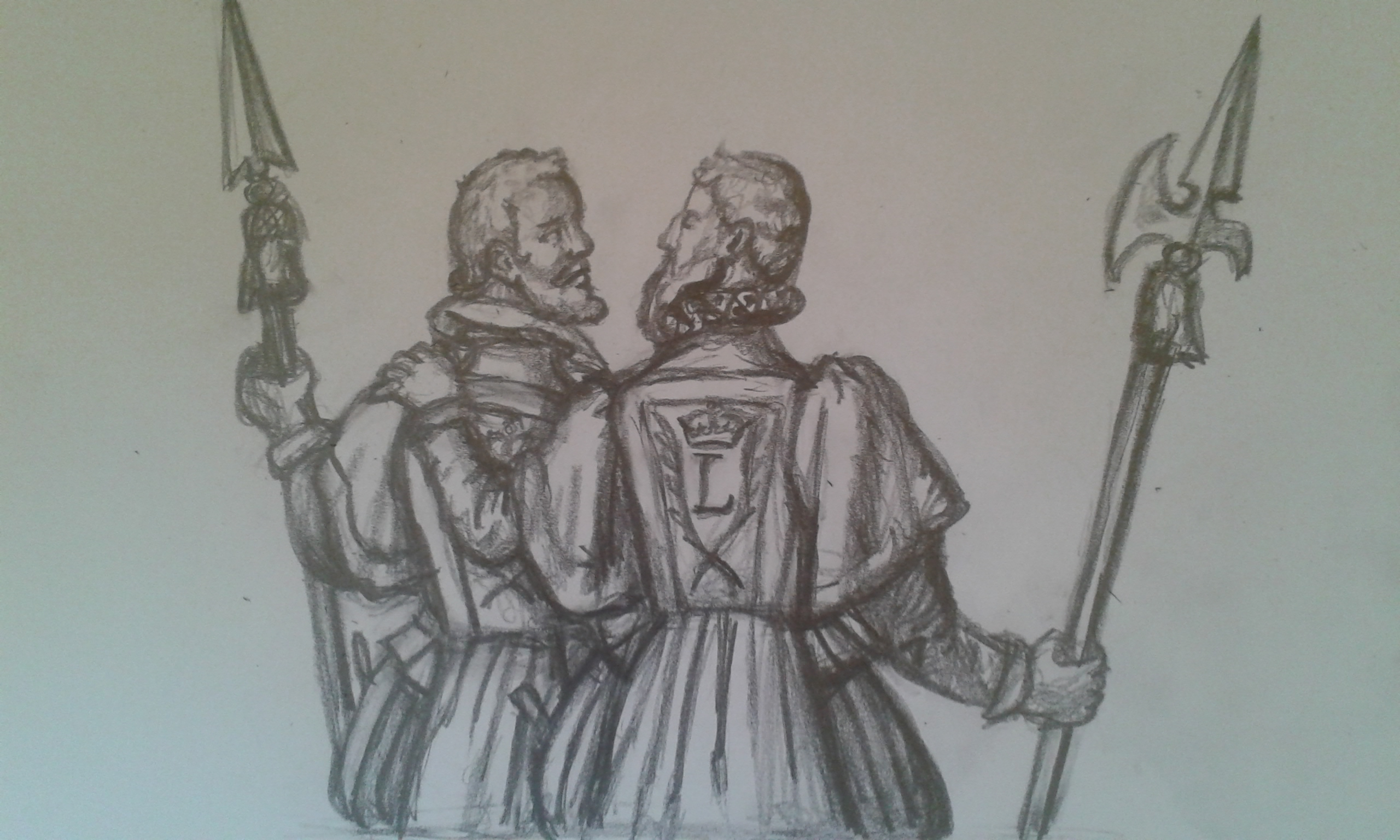
Uniform als Leibgarde (nach einem Stich aus der Zeit Ludwigs XIII.)

Die Schottische Garde (französisch Garde écossaise) war eine militärische Einheit in Diensten des französischen Königshauses, deren Gründung auf Karl VII. zurückgeht. Im ersten Viertel des 15. Jahrhunderts nahm Karl VII. schottische Soldaten in seine Dienste und gründete damit die Compagnie des gendarmes écossais, die er zu seiner Leibgarde machte. Die Männer rekrutierten sich aus einem Kontingent schottischer Kämpfer, die Frankreich während des Hundertjährigen Krieges gegen die Truppen des englischen Königs unterstützten und damit die Vereinbarungen der Auld Alliance erfüllten.
Im Gedenken an die Schlacht von Verneuil, in der 1424 die Compagnie des gendarmes écossais fast vollständig vernichtet wurde, gründete Karl VII. zusätzlich eine 25 Mann starke Eliteeinheit, die Garde de la Manche. Zwei bis sechs ihrer Mitglieder beschützten den König, indem sie sich immer in seiner direkten Nähe aufhielten. Für diesen Dienst wurden sie mit zahlreichen Vorrechten ausgestattet. Unter anderem wurde ihrem Kommandanten des Nachts der Schlüssel zu den königlichen Gemächern anvertraut, und ihre Mitglieder besaßen das Privileg, den Leichnam eines verstorbenen Königs zur Beisetzung von Paris nach Saint-Denis tragen zu dürfen. Darüber hinaus war die Schottische Garde aber auch für jedes einzelne Mitglied persönlich von Vorteil, denn neben einem überdurchschnittlich hohen Salär wurden viele Mitglieder der Garde von ihrem Dienstherrn in den französischen Adelsstand erhoben, indem er sie mit Besitzungen aus der Krondomäne belehnte. Damit ging ein hohes Ansehen in Frankreich einher, weswegen viele Mitglieder der Schottischen Garde oft als Abgesandte und Diplomaten in französischen Diensten unterwegs waren. Ihre Offiziere wurden zudem automatisch in den Ritterorden vom heiligen Michael aufgenommen, während ihr Hauptmann (französisch: Capitaine) häufig auch das Amt des Großkammerherrn von Frankreich bekleidete.
Die Garde de la Manche bildete zusammen mit der Compagnie des gendarmes écossais unter dem Namen Schottische Garde die erste Kompanie der französischen Leibgarde (Garde du corps du roi) und bestand bis zur Französischen Revolution. Auf Beschluss der Nationalversammlung vom 25. Juni 1791 wurde die gesamte Garde du corps und damit auch die Schottische Garde aufgelöst. Während der Restauration rief sie Ludwig XVIII. zwar wieder ins Leben, doch nach der Abdankung Karls X. wurde die Einheit per Erlass vom 11. August 1830 endgültig abgeschafft.
Besonderes Merkmal der Gardemitglieder war ihr weißer Kasack, der mit goldenen Stickereien verziert war. Unter einer gestickten Krone fand sich auf ihm das Motto der Einheit: „In omni modo fidelis“ (deutsch: „In jeder Weise treu“). Bewaffnet waren die Garden mit einem Degen und einer Partisane.
Zu Beginn war die Schottische Garde tatsächlich nur Männern schottischer Nationalität vorbehalten. Dies änderte sich jedoch allmählich ab der Herrschaft Heinrichs II., sodass zur Zeit König Karls IX. fast ausschließlich Franzosen Gardemitglieder waren und schließlich nur noch der Name das einzig Schottische an der Einheit war. Einer der bekanntesten Hauptleute dieser Einheit war Gabriel de Lorges, Graf von Montgomery, der Heinrich II. am 1. Juli 1559 bei einem Turnier aus Versehen tödlich verletzte und so für den Tod seines Dienstherrn, den er doch eigentlich beschützen sollte, persönlich verantwortlich war.
Liste der Capitaines
Capitaines oder Chefs de corps waren:
- 1440: Robert Patilloch
- 1449: Mathieu d’Harcourt, sire de Rugny
- 1455: Claude de Châteauneuf, Leibgardist Karls VII.
- 1456: Michel de Beauvilliers (1462–1462), seigneur de La Ferté-Hubert, du Lude et de Thoury
- 1462: William Stuyers
- 1466: Thomas Stuyers
- 1471: Geffrey Coowran
- 1473: Robert Coningham
- 1480: Jean Coningham
- 1495–1508: Bérault Stuart d’Aubigny (1452–1508), sire d’Aubigny
- 15. August 1508–1512: John Stewart († 1512), seigneur d’Henrichemont
- 1512: Robert Stuart d’Aubigny (1470–1544), sire d’Aubigny, 1515 Marschall von Frankreich
- 1514–1544: Jean Stuart († 1551), sieur de Vézinnes et de Fontaine
- 1544: Jacques I. de Montgommery (1485–1560), seigneur de Lorges
- 1557: Gabriel I. de Montgommery (1530–1574), seigneur de Lorges
- 1559: Jacques II. de Montgommery († 1562), seigneur de Lorges
- 1562–1563: Jean d’O, seigneur de Maillebois
- 1563–1569: Jean de Losse, écuyer, seigneur de Bannes[9]
- 1569–1599: Joachim de Châteauvieux (1545–1615), Gouverneur der Bastille
- 1599–1605: Jean-Paul d’Esparbès de Lussan († 1616), seigneur de La Serre, Ritter des Ordens vom heiligen Geist
- 1605–1611: Antoine Arnaud de Pardaillan de Gondrin (1562–1624), marquis de Montespan, Ritter des Ordens vom heiligen Geist
- 1611–1612: Philibert de Nerestang († 1620), marquis de Nerestang
- 1612–1616: Charles d’Estournel, seigneur de Blainville
- 1616–1623: Charles I. de La Vieuville (1583–1653), marquis de La Vieuville
- 1623–1642: Guillaume de Simiane († 1642), marquis de Gordes (Februar 1615), Ritter des Ordens vom heiligen Geist
- 1642: François de Simiane, marquis de Gordes, Sohn des Vorherigen
- 1642–1651: François, vicomte de Rochechouart (1611–1696), Graf von Limoges (1661), marquis de Chandenier
- 1651: Anne de Noailles (1620–1678), erster Herzog von Noailles
- 1678: Anne-Jules de Noailles (1650–1708), Graf von Ayen, zweiter Herzog von Noailles, 1693 Marschall von Frankreich, Sohn des Vorherigen
- 1707: Adrien-Maurice de Noailles (1678–1766), dritter Herzog von Noailles, 1734 Marschall von Frankreich, Sohn des Vorherigen
- 1731: Louis de Noailles (1713–1793), erster Herzog von Ayen, vierter Herzog von Noailles, 1775 Marschall von Frankreich, Sohn des Vorherigen
- 1758–1791: Jean-Paul de Noailles (1739–1824), zweiter Herzog von Ayen, fünfter Herzog von Noailles, Sohn des Vorherigen
- 1814–1825: Joseph Anne Maximilien de Croÿ d’Havré (1744–1839), 1825 in allen Ehren aus der Funktion abgelöst
- 1825–1830: Emmanuel Marie Maximilien de Croÿ-Solre (1768–1848)